# Isabella Leoni
Isabella Leoni (Roma, 21 giugno 1964) è una regista italiana.

## Biografia
Diplomatasi presso il Centro Sperimentale di Cinematografia di Roma nel 1997, la Leoni ha diretto alcuni cortometraggi, presentati in vari festival del cinema. Nel 1999 debutta come regista televisiva, dirigendo alcuni episodi della soap opera Un posto al sole. In seguito la produzione di Isabella Leoni si concentra principalmente in campo televisivo. Fra le sue regie Un medico in famiglia, La squadra, Il paradiso delle signore, Questo nostro amore 80 , Lea - Un nuovo giorno e Che Dio ci aiuti.